# Église du Sacré-Cœur de Lille
Pour les articles homonymes, voir église du Sacré-Cœur.
L’église du Sacré-Cœur est une église, située au carrefour de la rue Nationale et de la rue Solférino, dans le quartier Lille-Centre à Lille. Érigée au cours des dernières décennies du XIXe siècle, elle renferme un ensemble de onze vitraux classé monument historique depuis 1983.
Ce site est desservi par la station de métro République - Beaux-Arts et par l’arrêt de bus Sacré Cœur.

## Historique

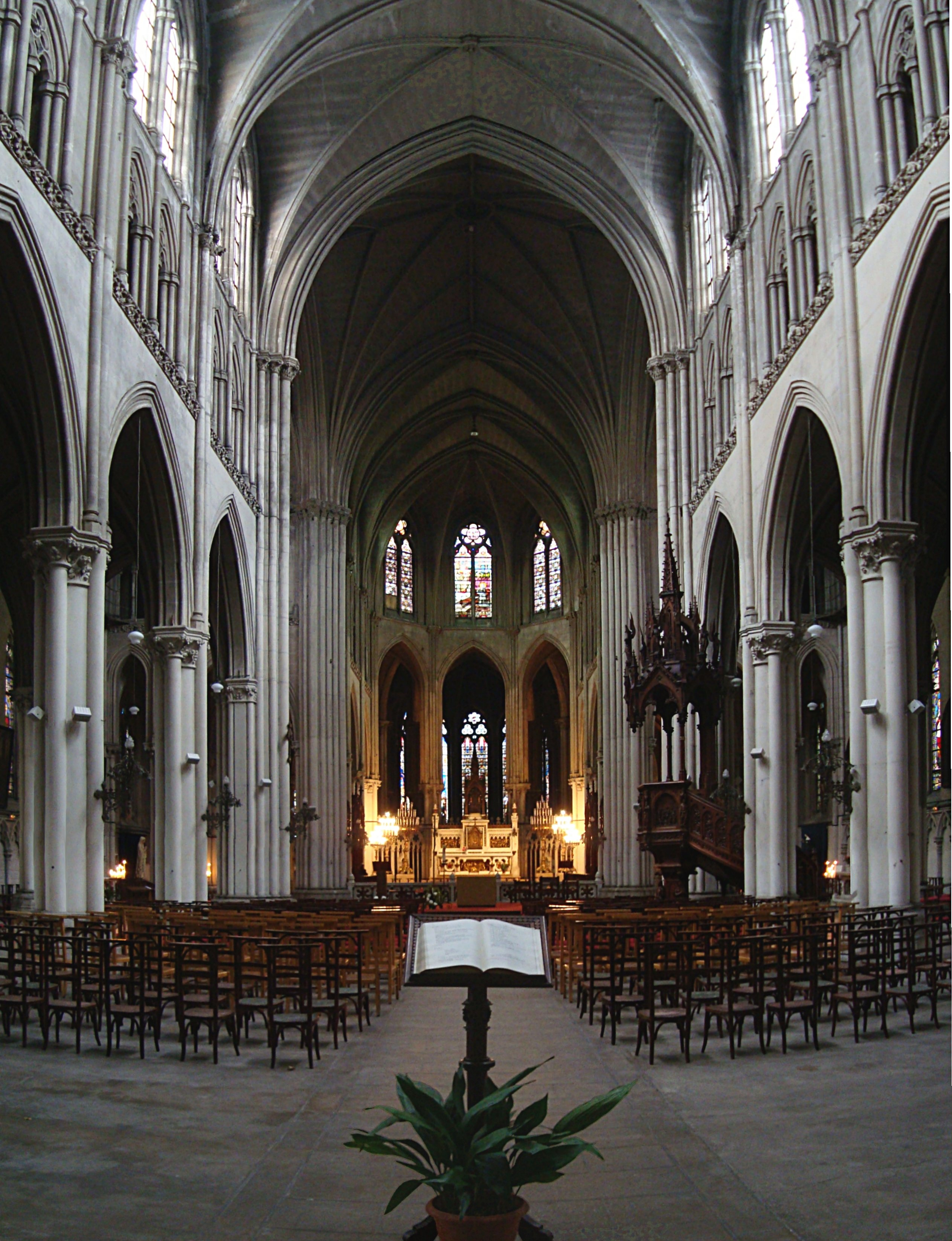
Nef et chœur

L’édifice a été construit à la suite d'un vœu prononcé par les Dames de l'association des Enfants de Marie du Sacré-Cœur (dans la Chapelle des Dames du Sacré-Cœur, rue Royale) le 7 octobre 1870 pour préserver Lille de l'invasion prussienne. Une dizaine d'années plus tard, alors que l'église paroissiale était déjà ouverte au culte, un second vœu fut prononcé par des dames de la ville concernant la construction d'une chapelle dédiée au Sacré-Cœur (la chapelle du vœu, chapelle absidale située derrière le chœur) 
et destinée à devenir un lieu de recueillement spécifique à l'intérieur de l'église même.
L'église a été érigée par l'architecte Jules Batigny entre 1875 et 1878 puis entre 1895 et 1898. Les chapelles absidales ont été ajoutées au cours de la seconde moitié des années 1880. Lorsque l'église est consacrée, le 20 juin 1902, le clocher n'est pas encore achevé.
À cette occasion, Marie-Alphonse Sonnois, archevêque de Cambrai (à cette époque, Lille n'a pas encore de diocèse propre et est donc intégrée à celui de Cambrai), consacre la ville de Lille au Sacré-Cœur de Jésus. Le 12 juin 1910, un important congrès de la Garde d'Honneur du Sacré-Cœur se tient, présidé par Monseigneur François-Marie-Joseph Delamaire (évêque coadjuteur).
Le clocher, haut de 75 mètres, n'est achevé qu'en 1928 par l'architecte Charles Sarazin. Construit en béton armé, il n'a pas résisté aux intempéries et a dû être restauré entièrement de 2005 à 2008.
Le clocher abrite un carillon de plusieurs cloches qui est muet depuis plusieurs années...
Seules sept verrières ont été restaurées. L’édifice attend toujours la restauration des cinq autres, qui sont en mauvais état.
En avril 2018, l'église a été fermée au culte par arrêté municipal, et ce pour une durée de six mois. La raison en est la présence de mérule.

## Description
De style néogothique, l'église du Sacré-Cœur est l'une des plus grandes de Lille avec 90 mètres de long, 24 mètres de large et 22 mètres de hauteur sous la voûte principale. Elle adopte un plan basilical, avec un déambulatoire qui fait le tour du chœur. Le transept est éclairé par trois rangées d'ouvertures : une rosace sous la voute, cinq petites fenêtres, puis deux plus grandes où sont représentés les quatre évangélistes.

### Chapelles absidales

#### Chapelle du vœu
Dans la chapelle absidale dite « chapelle du vœu », offerte par la famille Brame-Wallaert et inaugurée en juin 1890, on peut admirer un ensemble de onze vitraux classés monuments historiques, exécutés dans l'Atelier Lorin à Chartres d'après les dessins du peintre valenciennois Charles Crauk. Ils représentent différentes scène de l'Ancien et du Nouveau Testament.

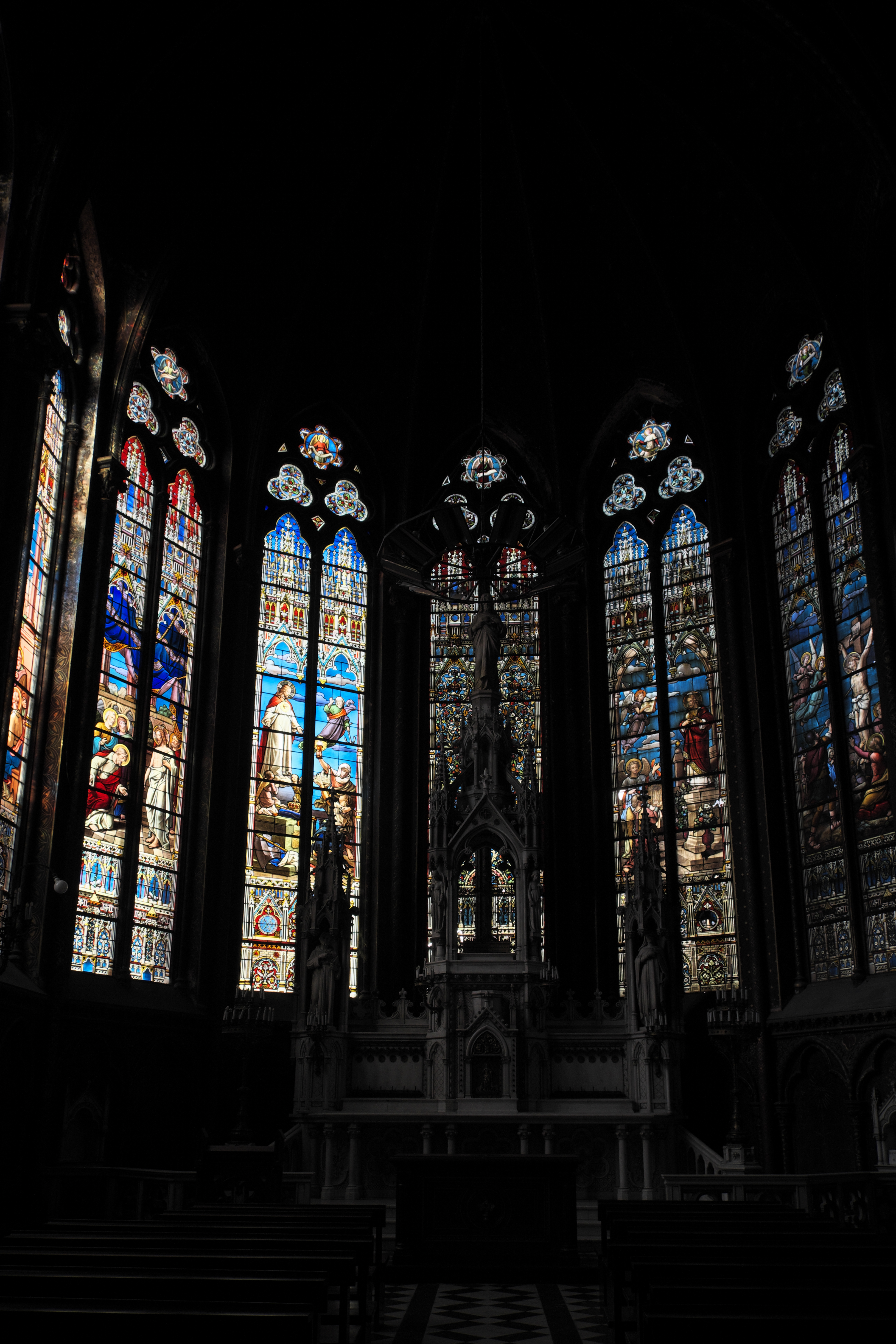
Chapelle du voeu, vue générale.
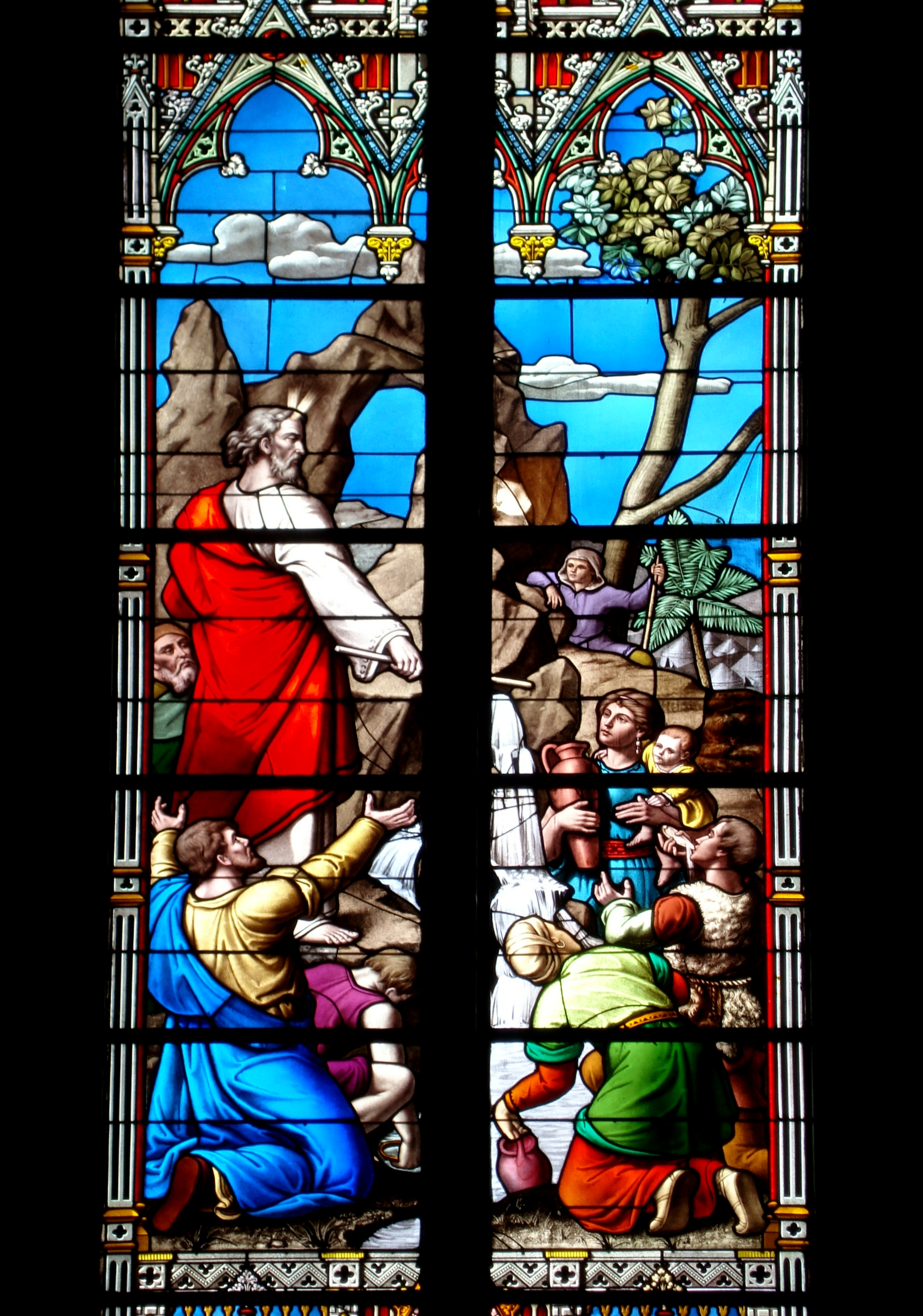
Moïse fait jaillir l'eau du rocher (Exode 17, 1 à 8).
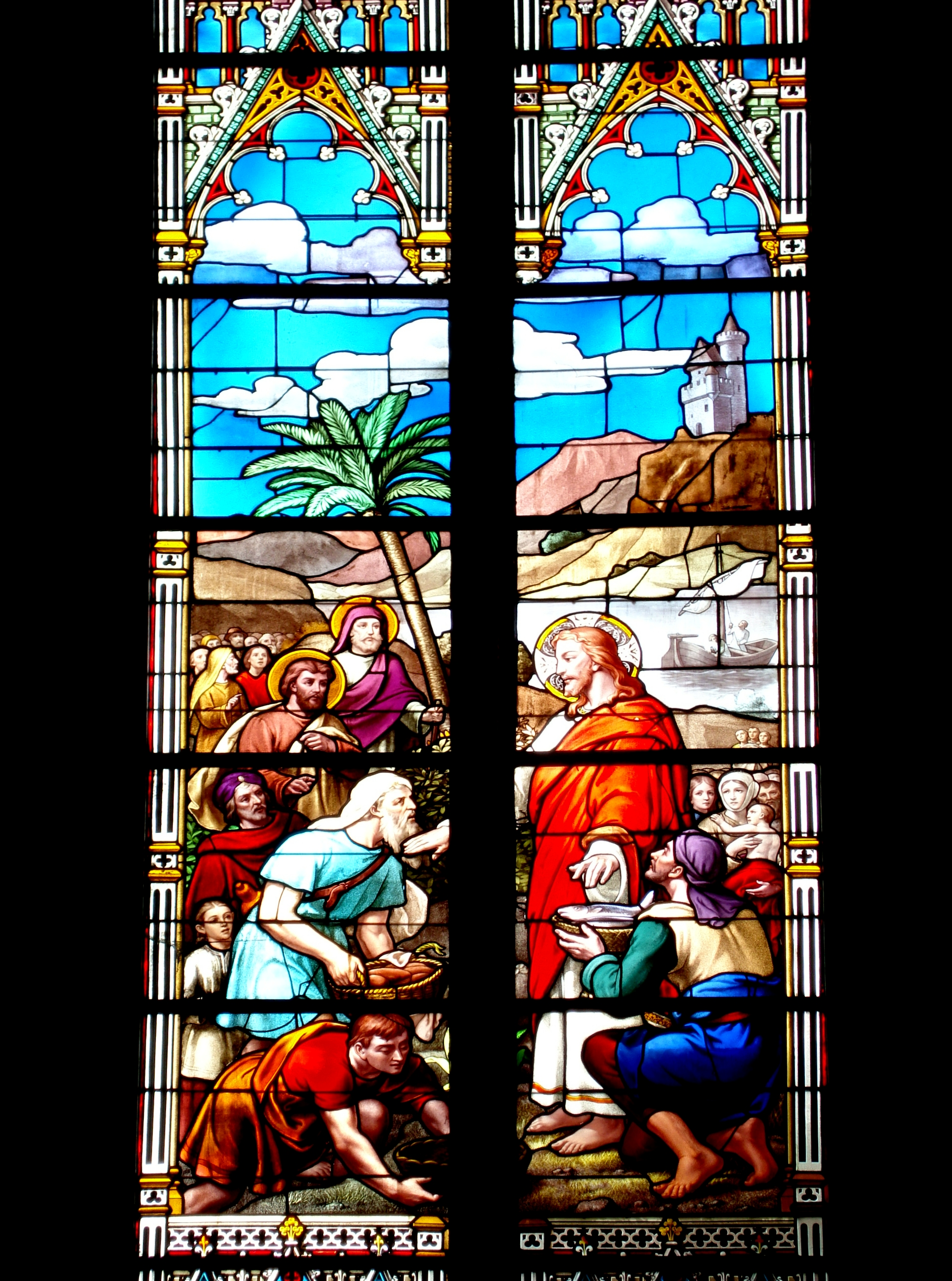
La multiplication des pains.
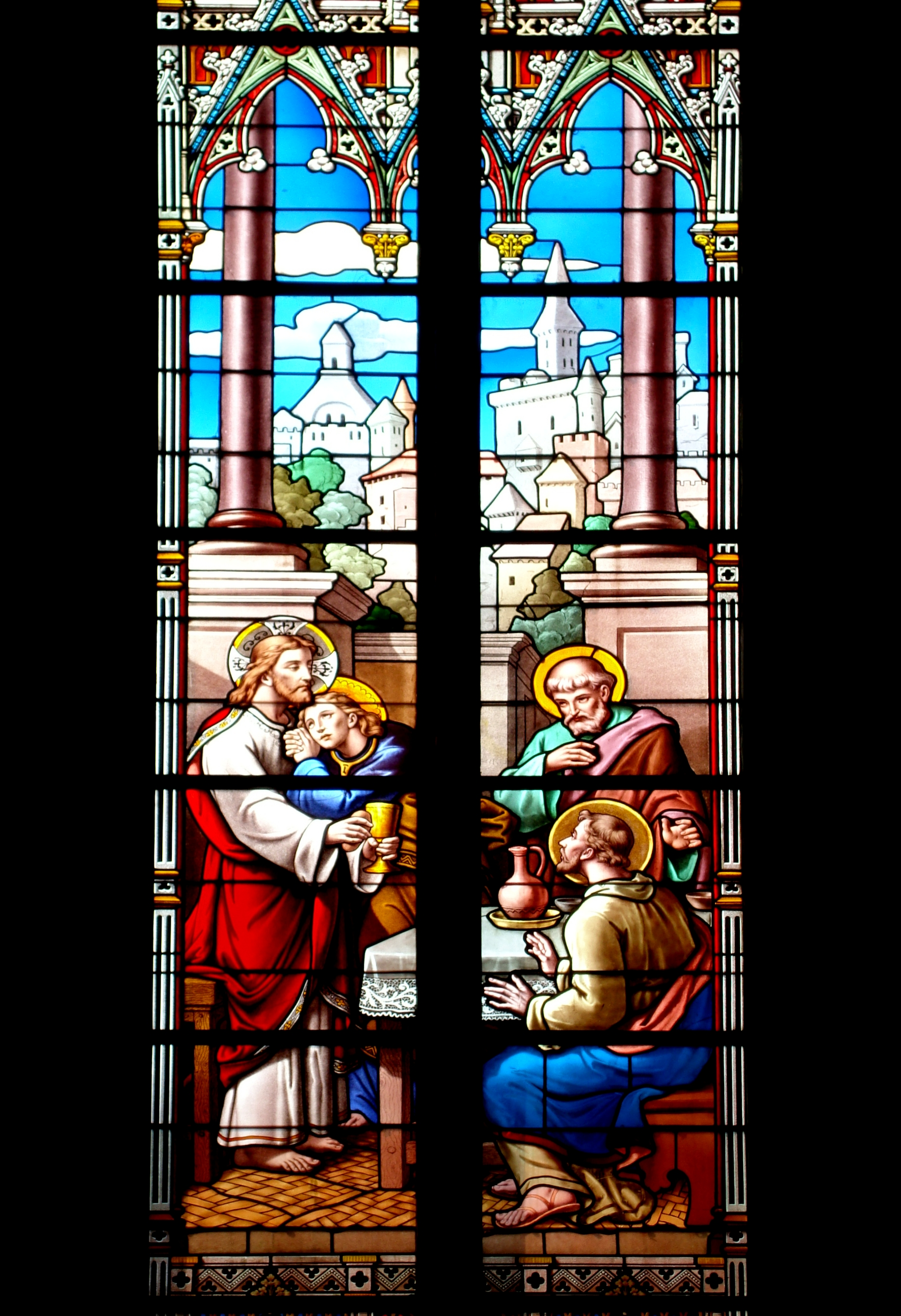
Le dernier repas de Jésus.
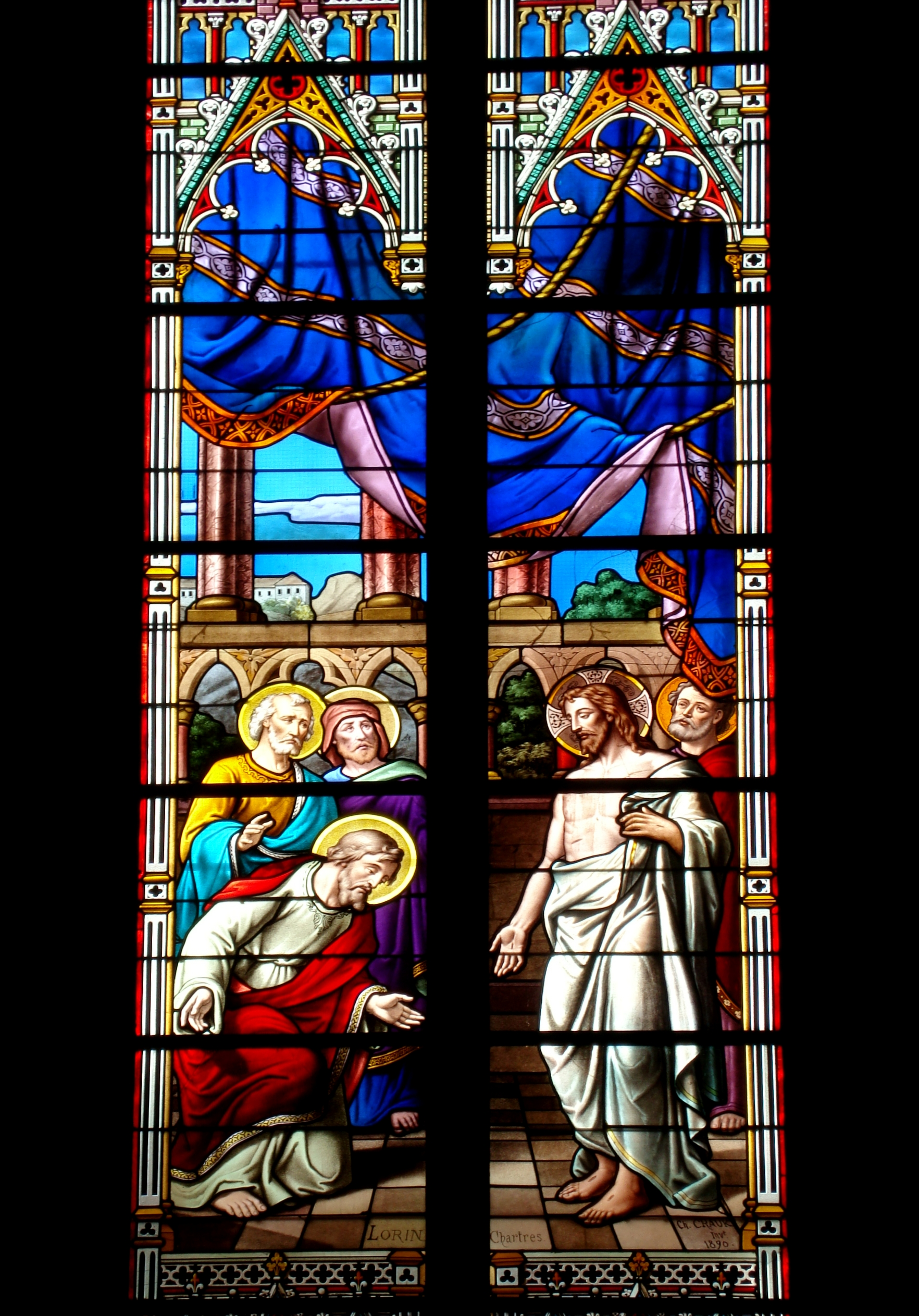
Jésus ressuscité apparaît à Thomas.
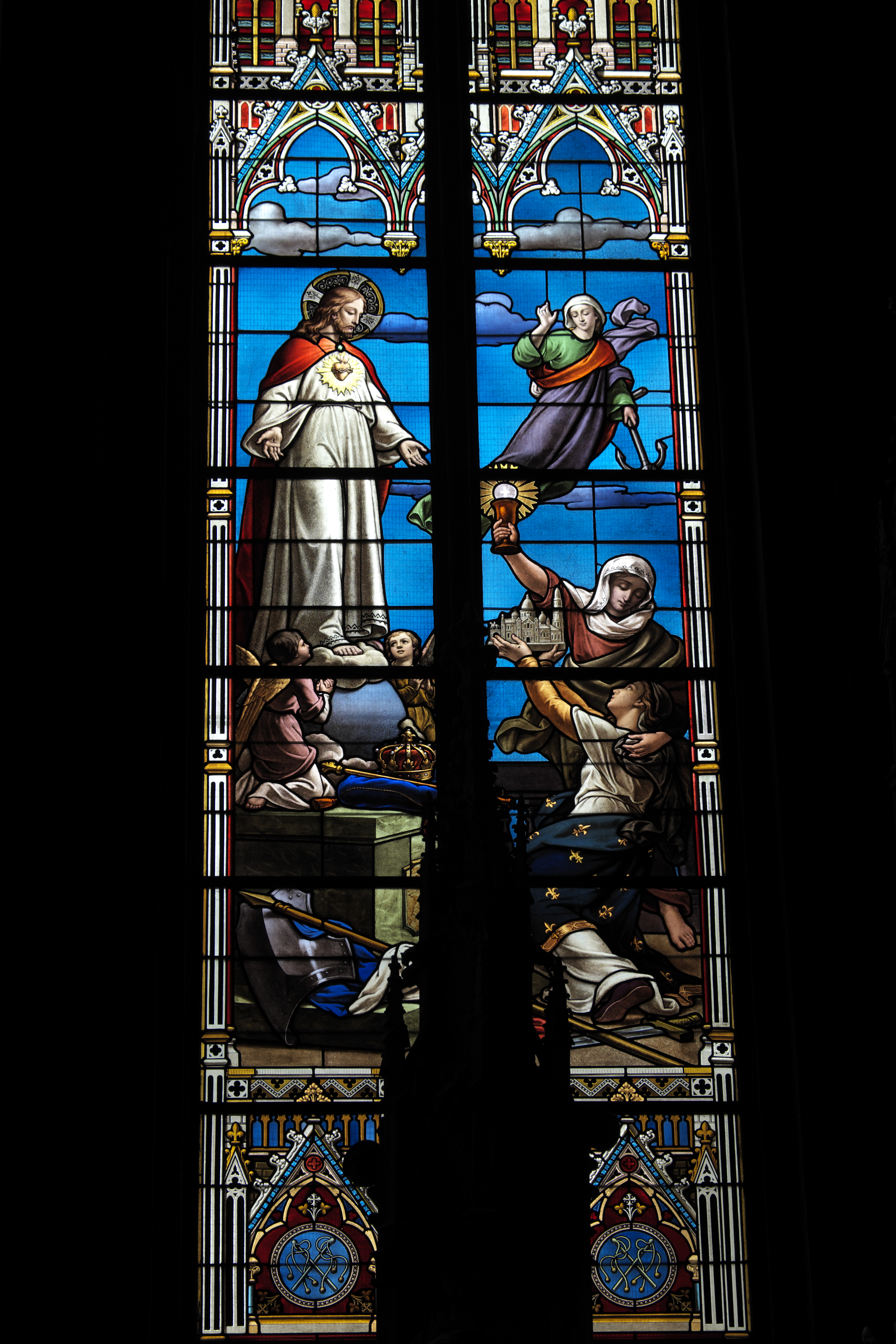
Consécration du Sacré-cœur à la France.

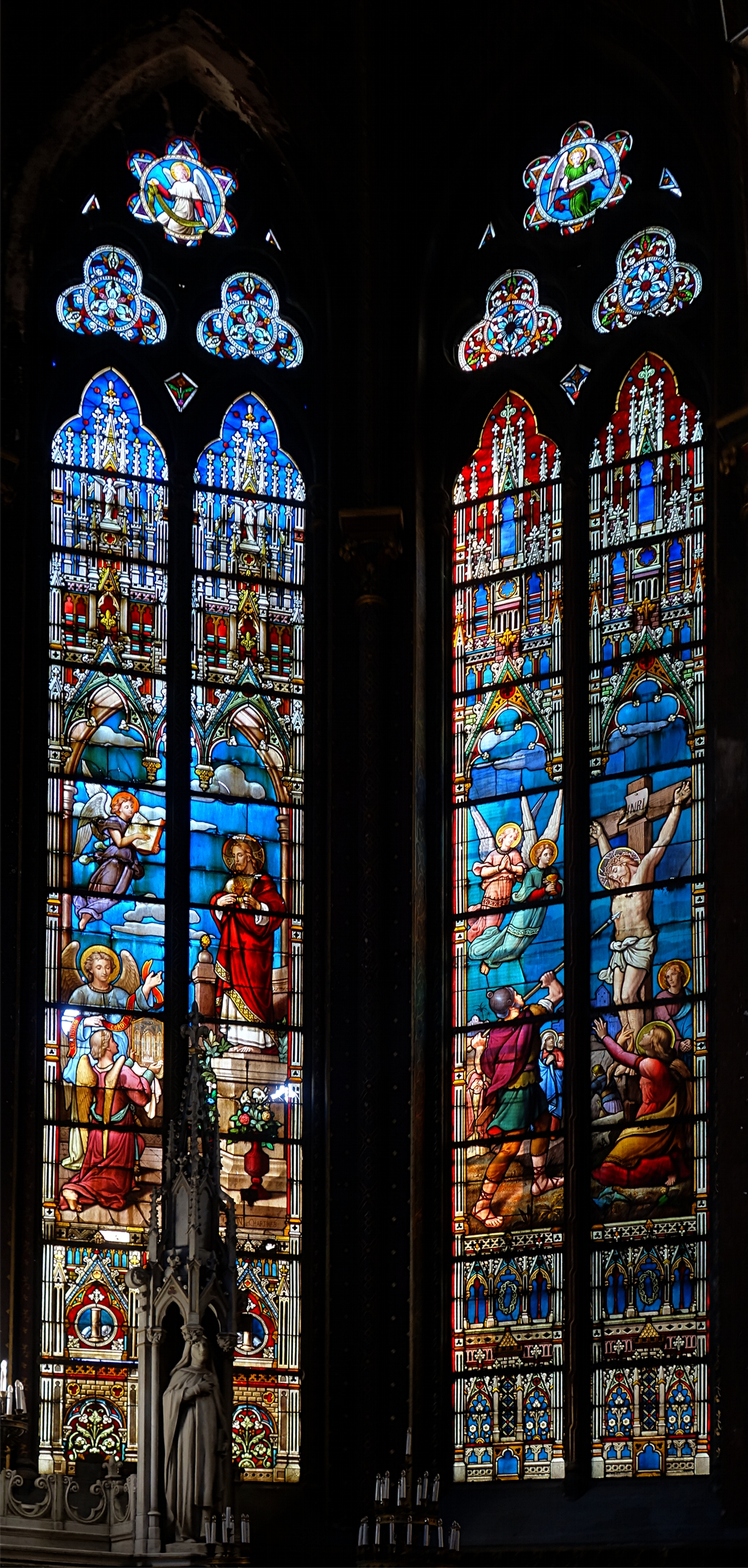
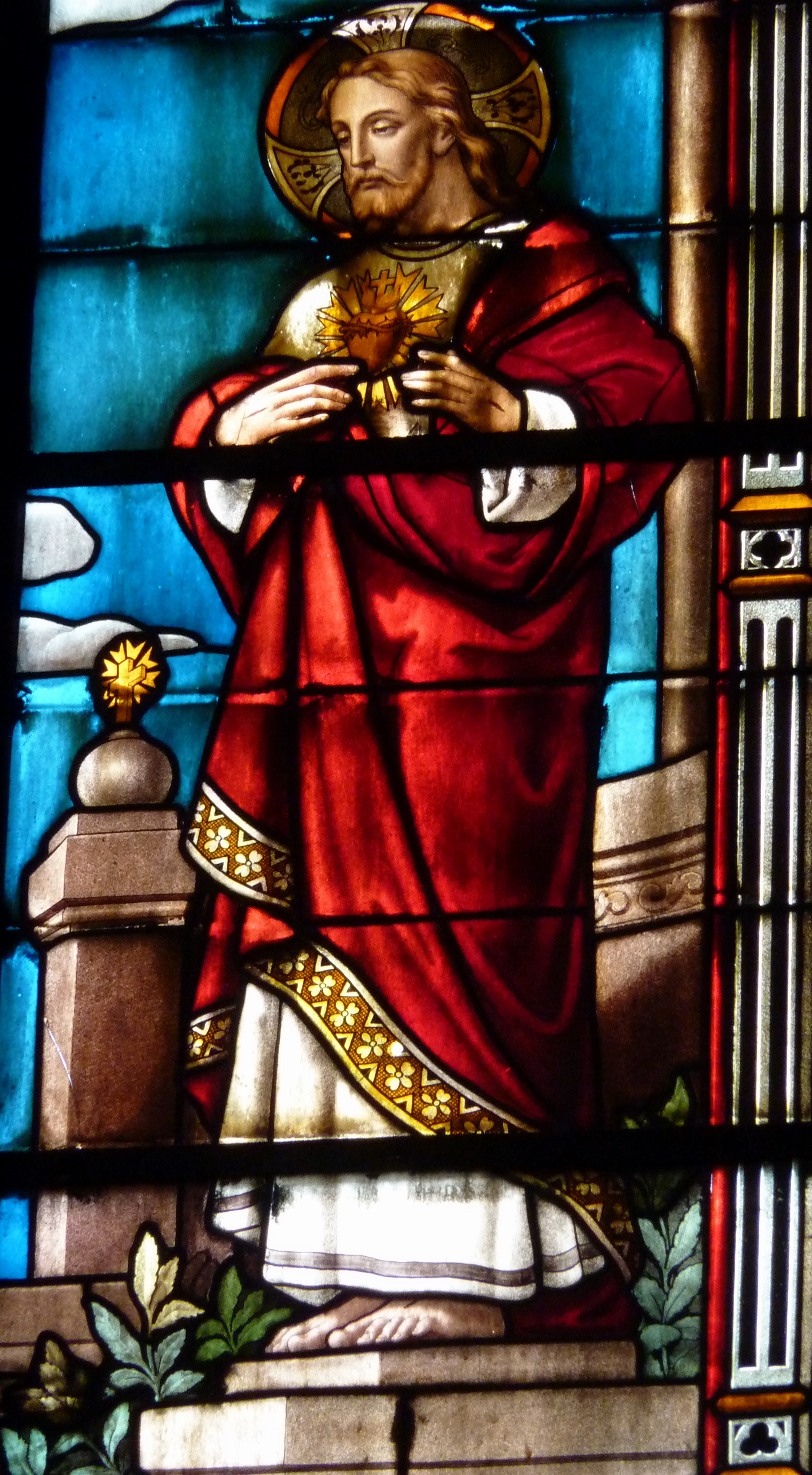
Le Sacré-Cœur, détail.
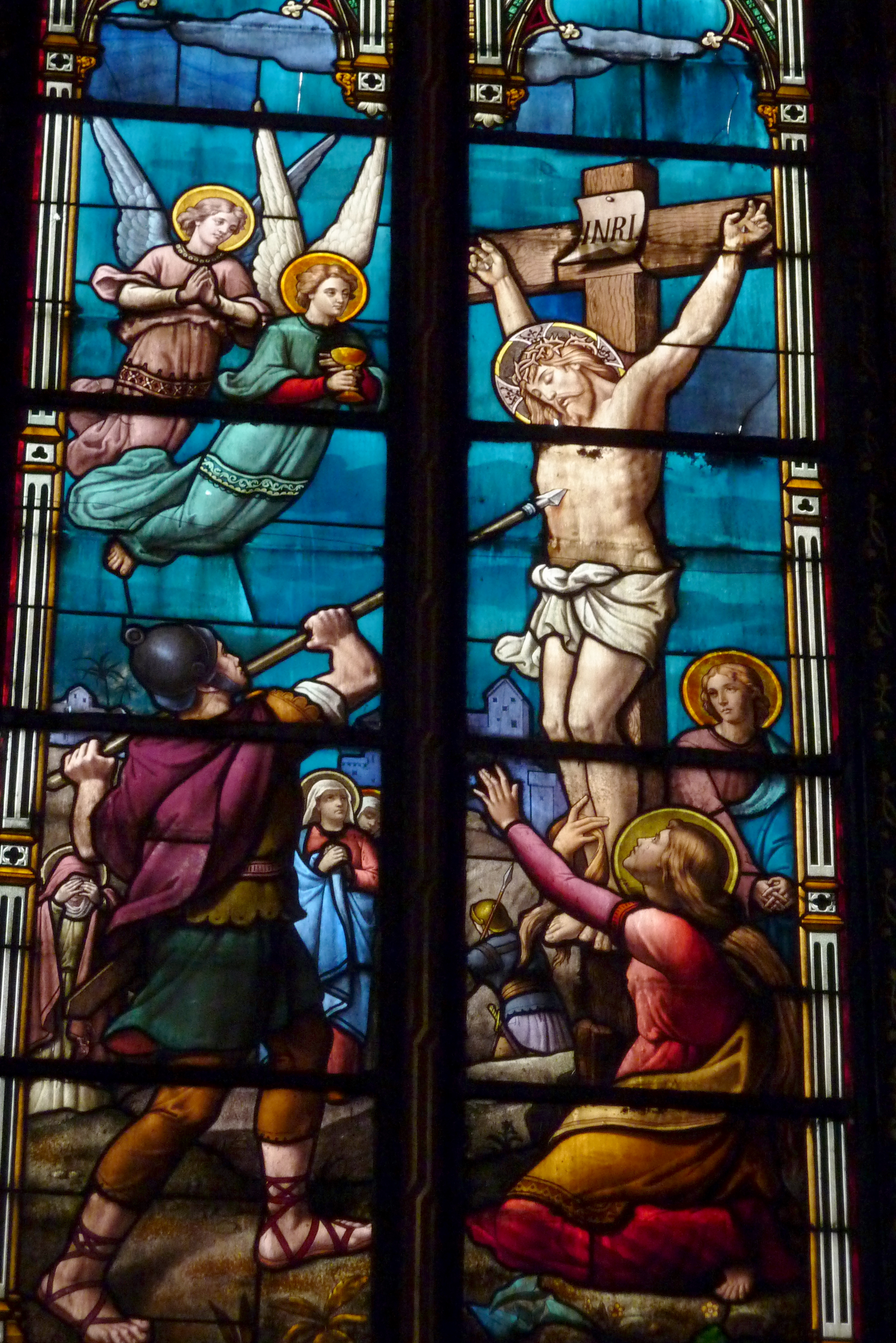
Le Coup de lance, détail.
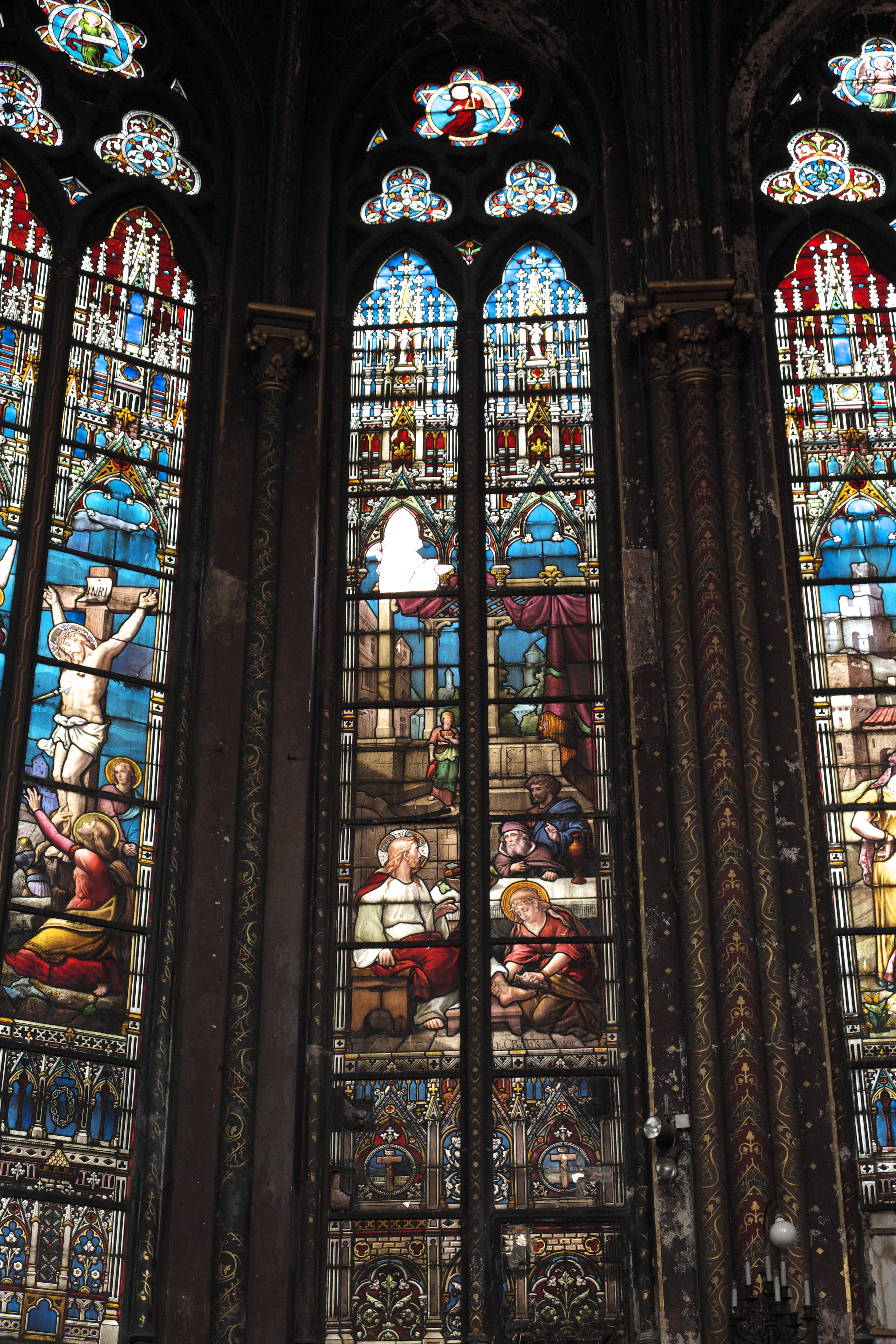
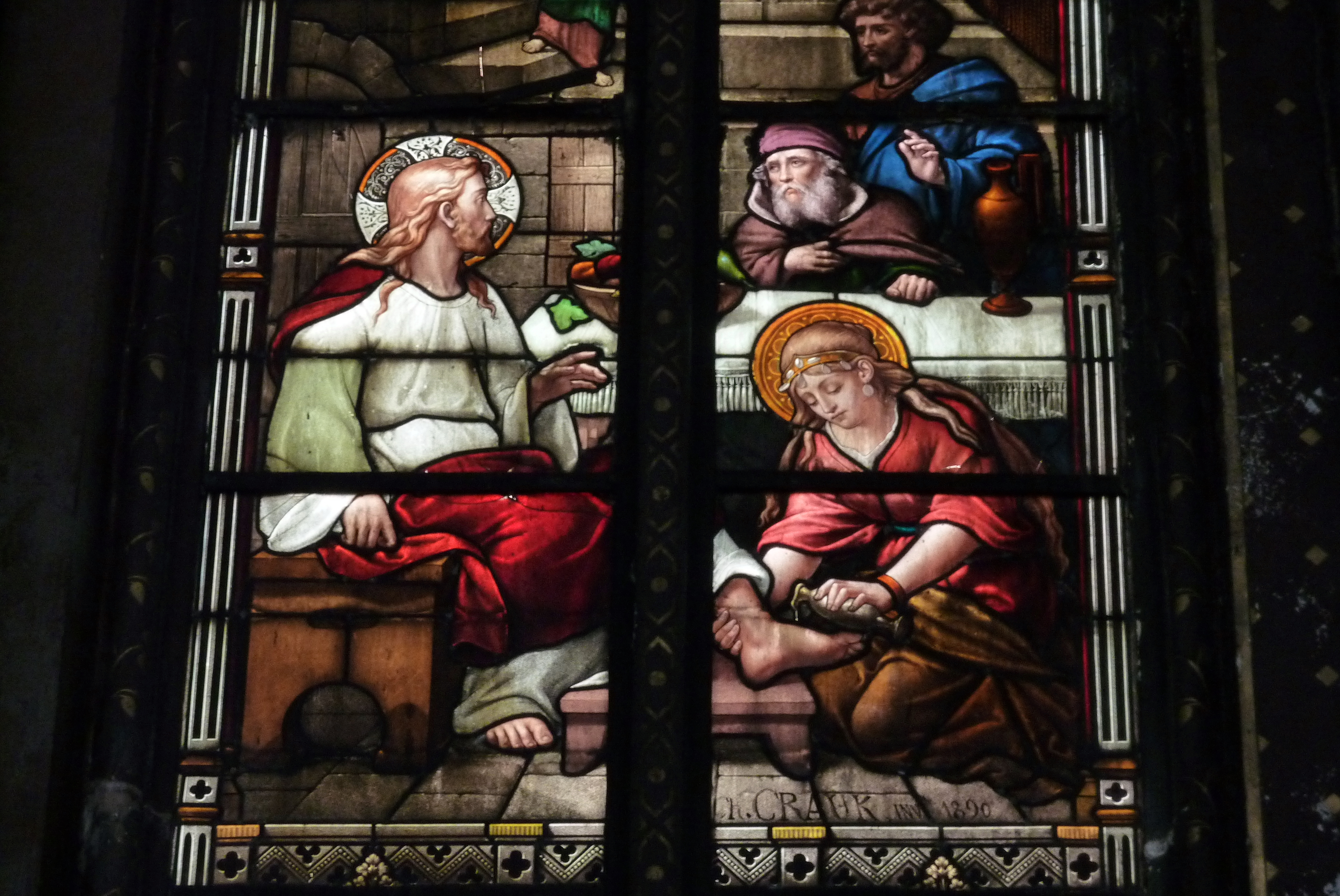
Sainte Madeleine, détail
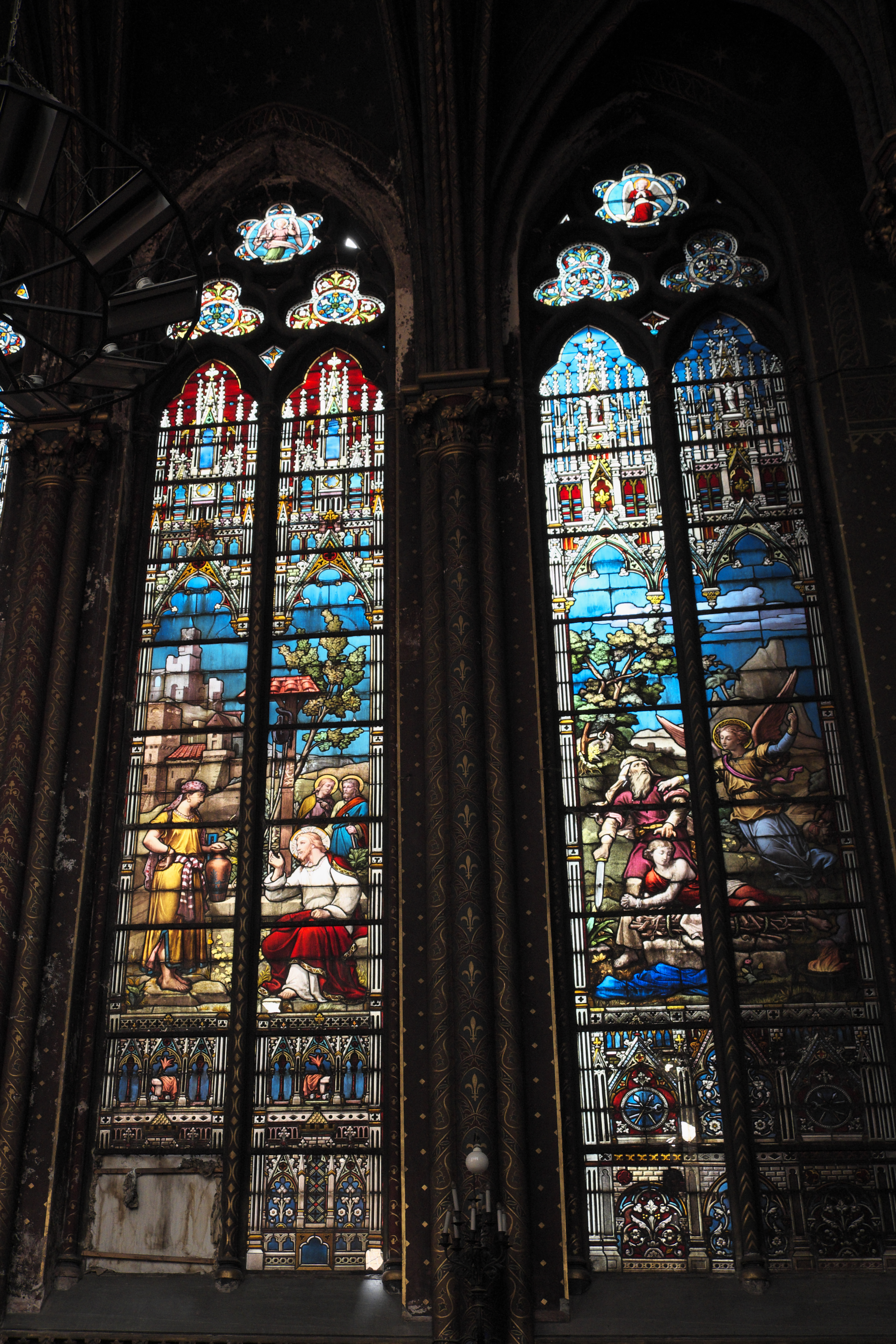
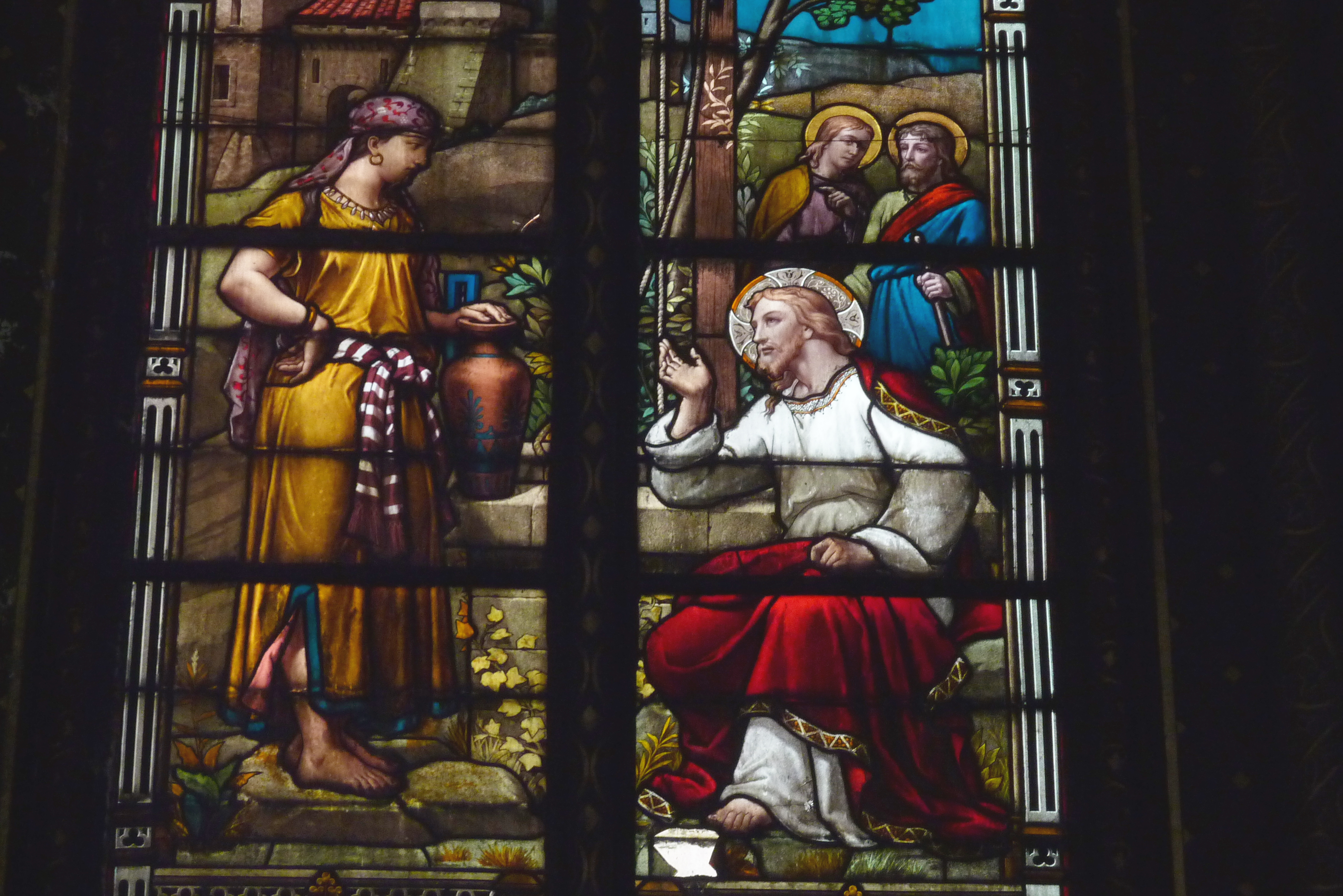
La Samaritaine au puits, détail.
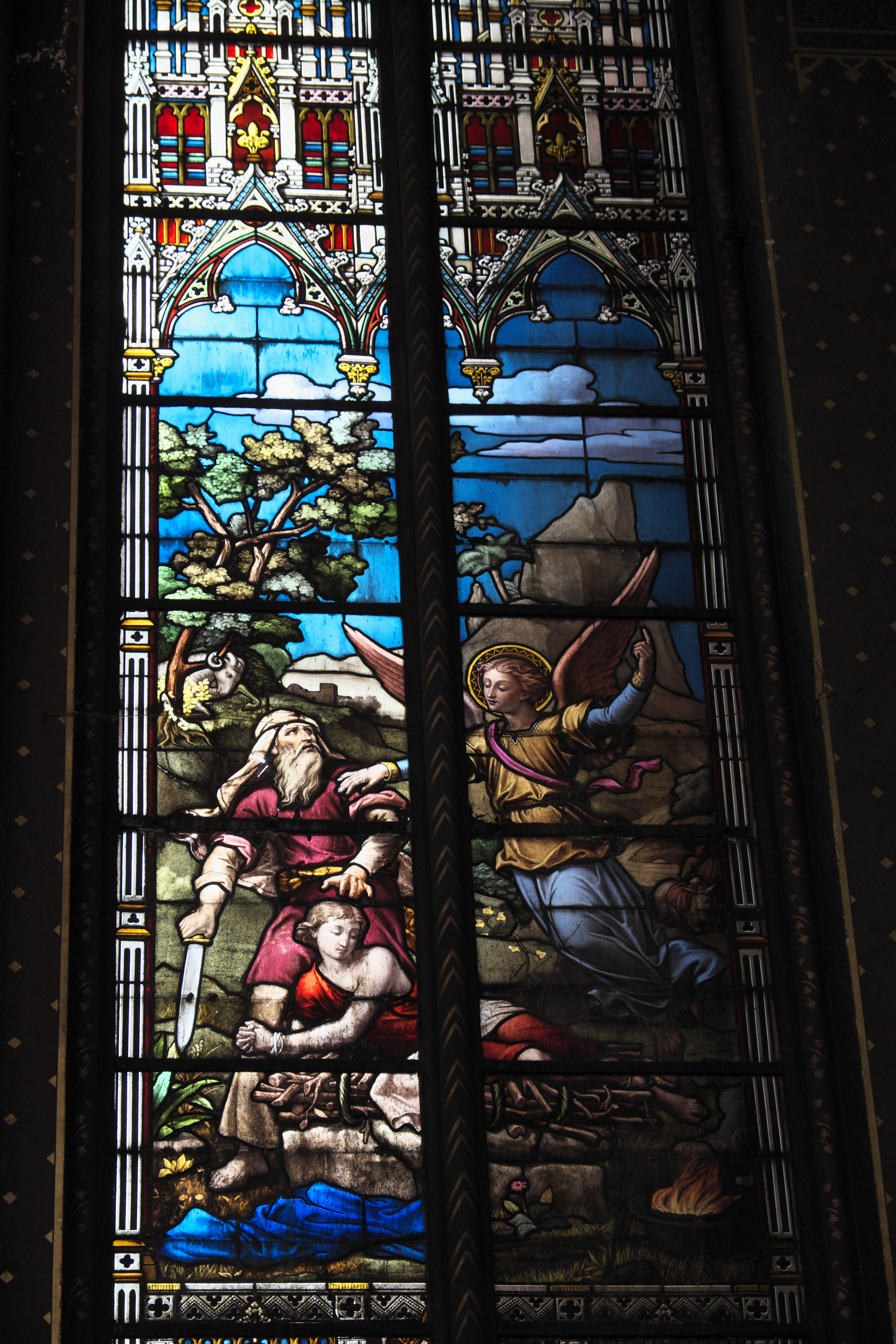
Le Sacrifice d'Abraham, détail.

#### Chapelles de saint Joseph et de la Vierge
Deux autres chapelles absidales, à droite et à gauche de la « chapelle du vœu », sont dédiées respectivement à saint-Joseph et à la Vierge. Les vitraux de ces deux chapelles, également réalisés dans les ateliers Lorin en 1890, représentent des scènes de la vie de saint Joseph et les 15 mystères du rosaire.

Chapelle Saint-Joseph
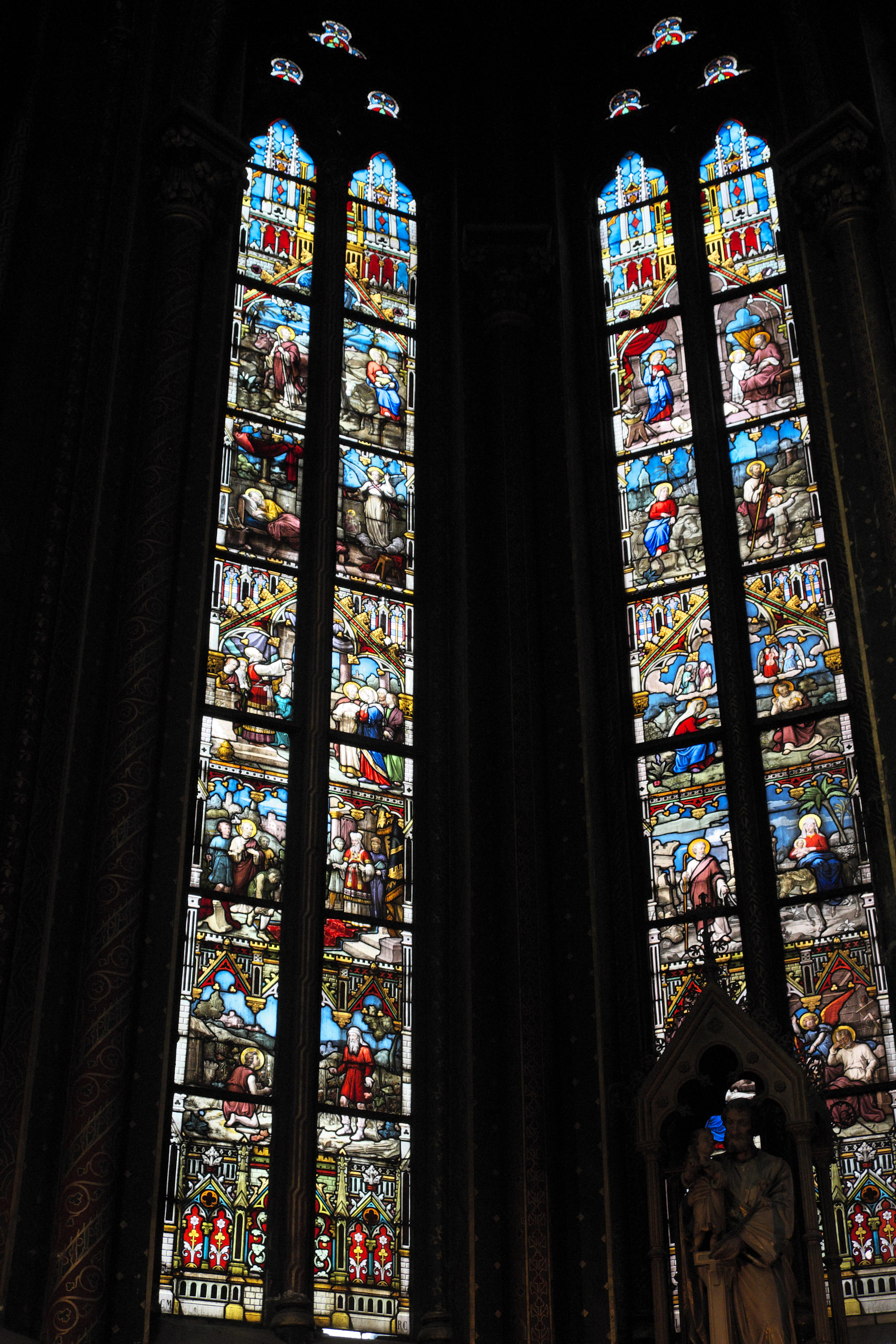
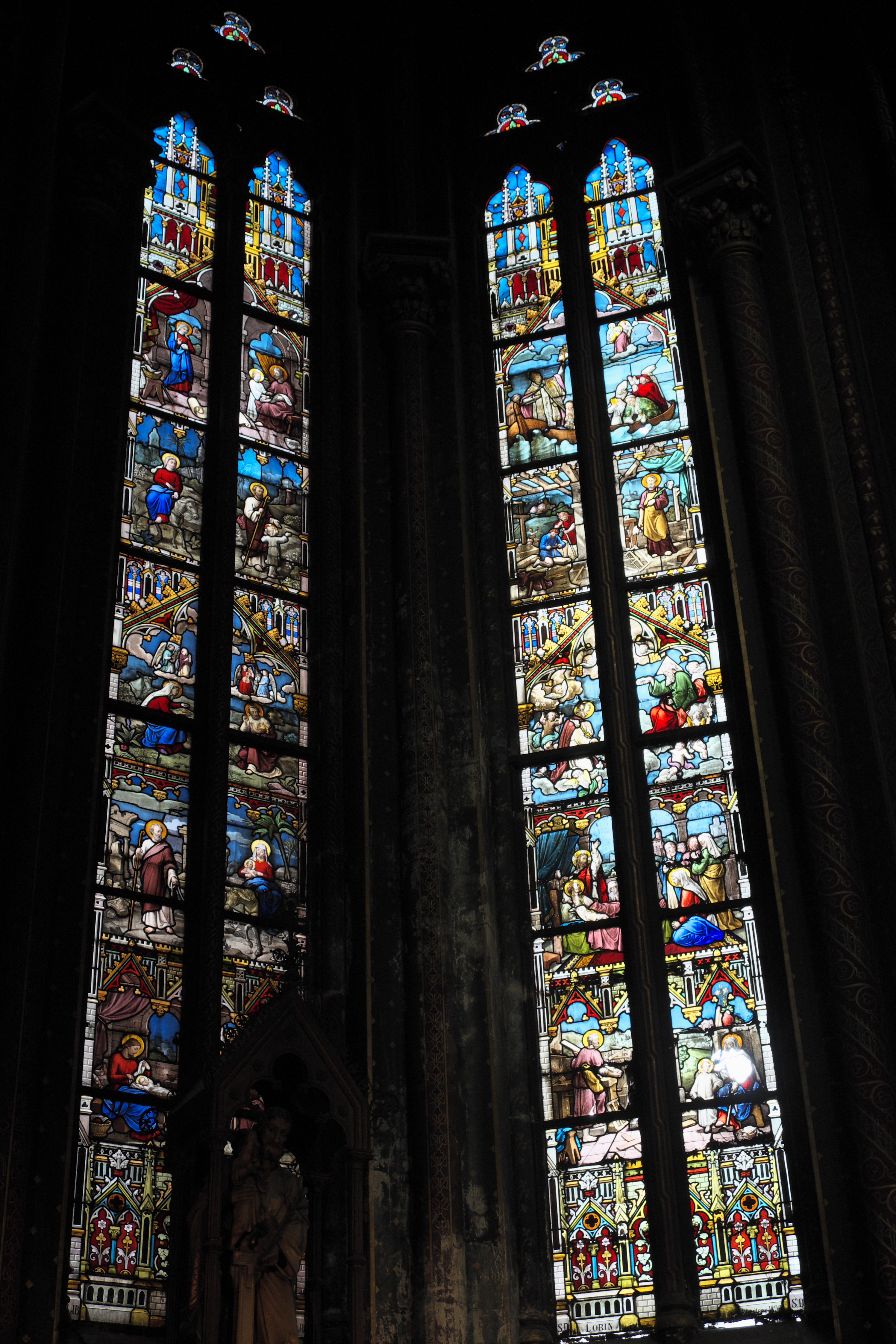

### Chapelles latérales droites
- Chapelle de Marguerite-Marie Alacoque
- Chapelle de Saint Roch et de la Sainte Face

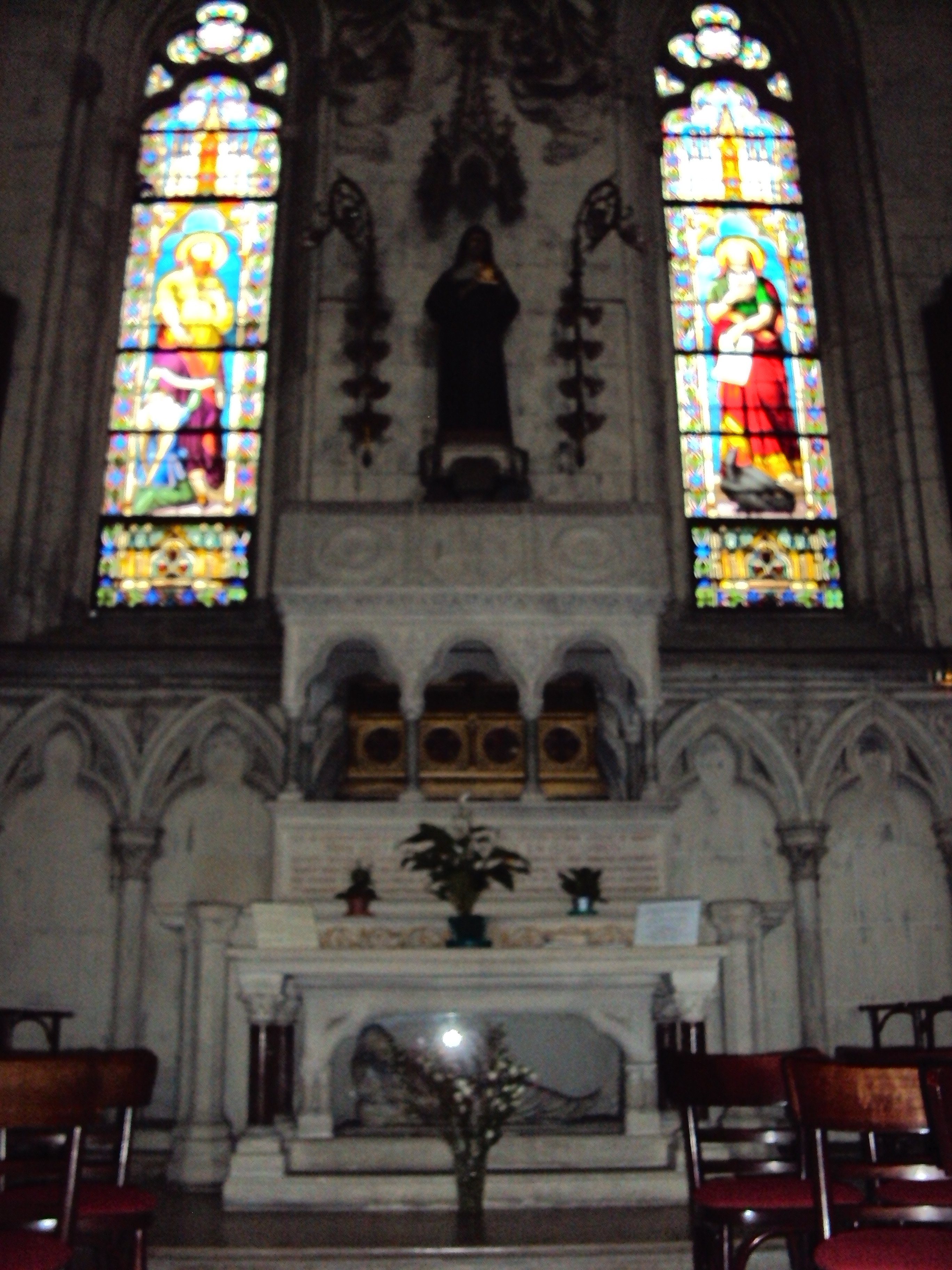
Chapelle de Sainte Marguerite-Marie Alacoque (vue générale)
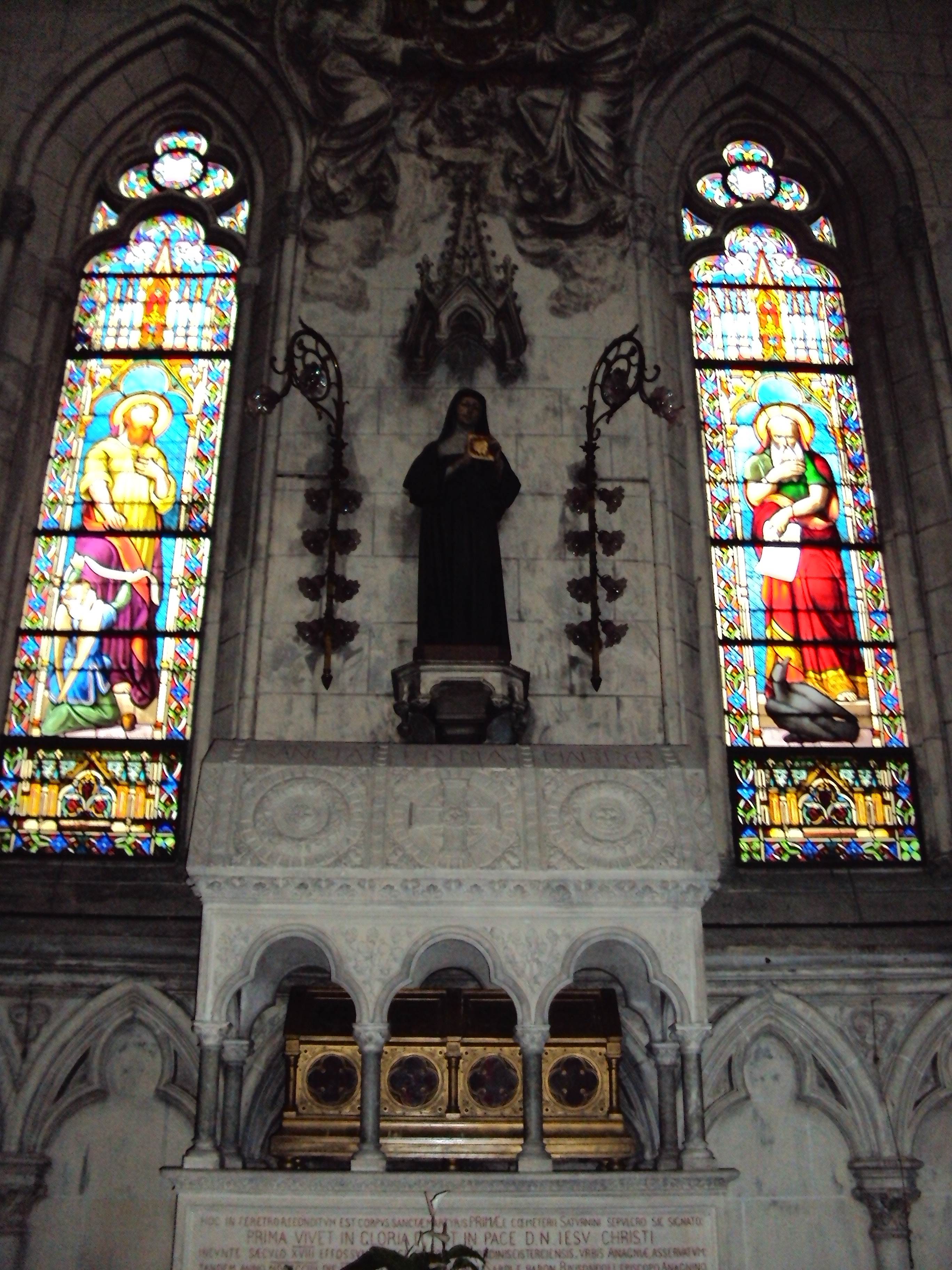
Chapelle de Sainte Marguerite-Marie Alacoque (vue vers le haut)
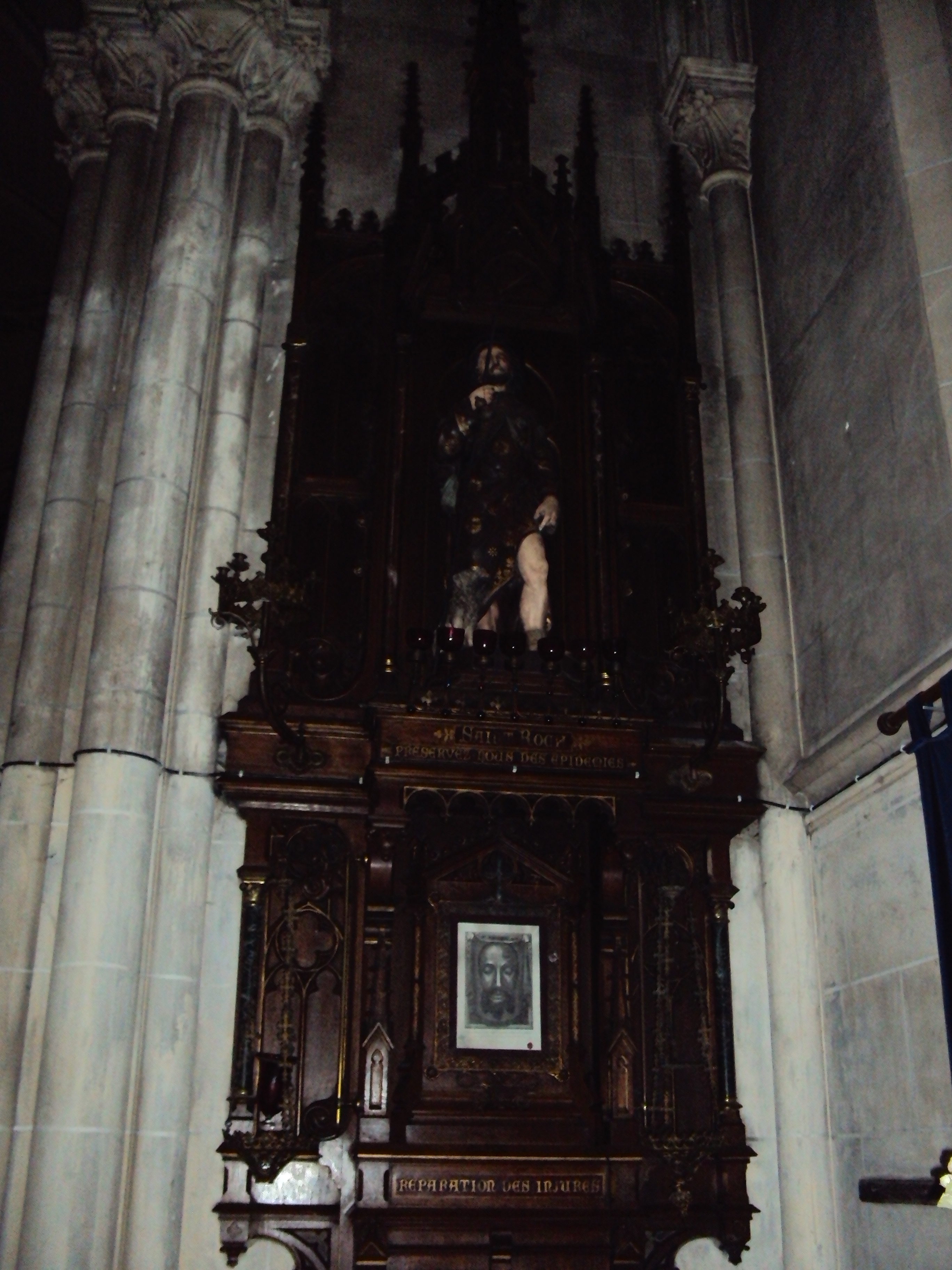
Chapelle de Saint-Roch et de la Sainte Face

### Chapelles latérales gauches
- Chapelle de Notre-Dame de Lourdes

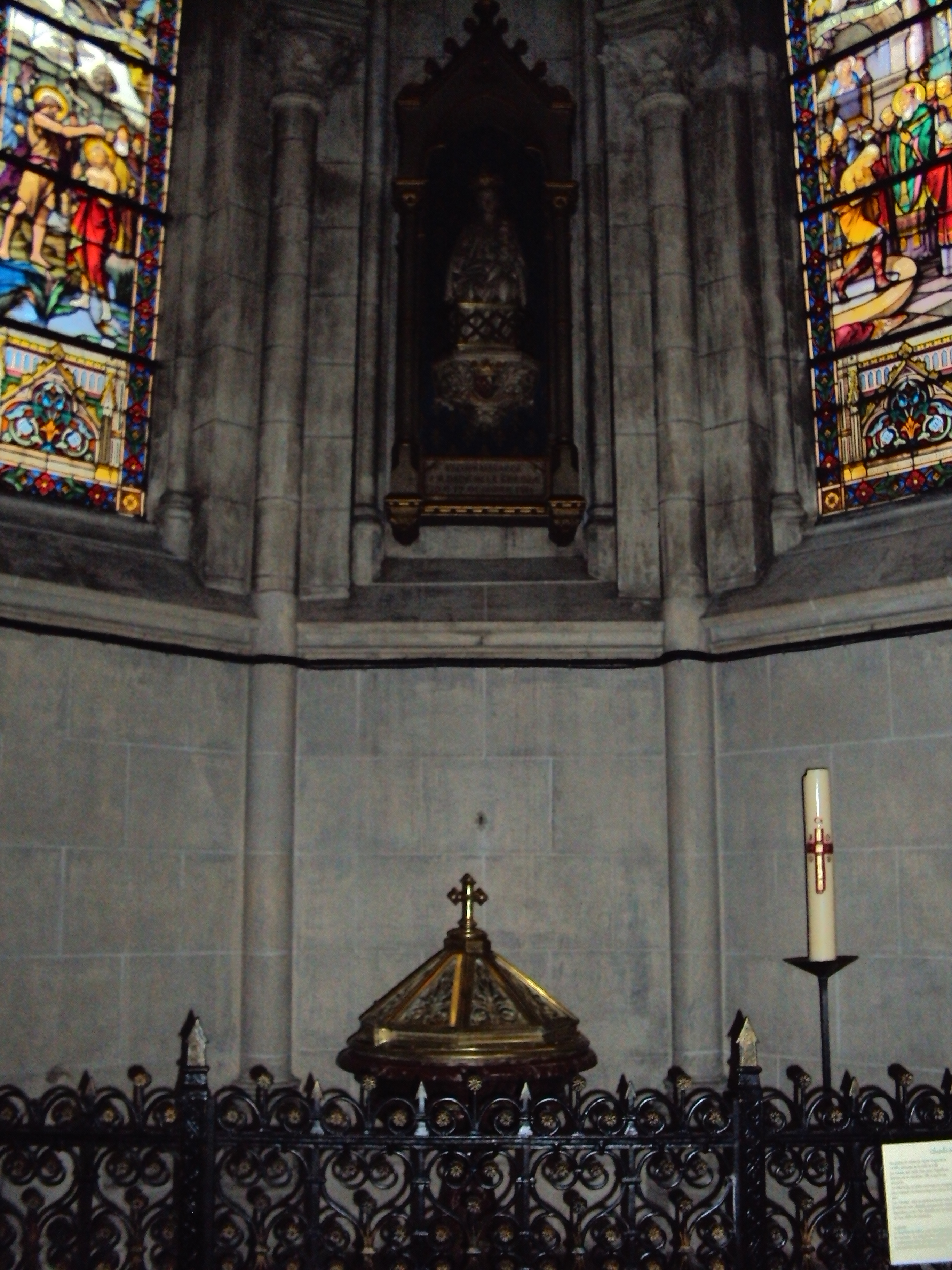
Font baptismal du Sacré-Cœur de Lille

- Chapelle du font baptismal ou Baptistère

Le baptistère est situé à gauche du narthex. S'y trouve le fonts baptismal circulaire en porphyre ; son couvercle, en laiton ouvragé, est octogonal afin de rappeler la Résurrection du Christ le huitième jour. Ses vitraux, datés de 1899 et réalisés par la maison Haussaire, sont en relation directe avec le Baptême.

### Mobilier
L'église est pourvue d'un important mobilier néogothique, dont des stalles entourant le chœur, un ensemble de confessionnaux tous différents et une chaire en chêne ciré surmontée d'un dais en forme de pinacle, entièrement réalisé par Edouard Buisine, fils de Charles Buisine-Rigot, vers 1898.
On peut également admirer, dans la nef, un chemin de croix sculpté par Edgar Boutry, grand prix de Rome, dans les ateliers Buisine. Les bas reliefs sont en bronze doré.
Un maître-autel en marbre de carrare, bronze et pierres semi-précieuses, sculpté par Edouard Buisine sur les plans de Jules Batigny, occupe le fond du chœur. Il a été présenté à l'Exposition Universelle de 1900. Les grands candélabres qui entourent le maître-autel et les girandoles qui ornent les piliers ont été réalisés par la maison Placide Poussielgue-Rusand.
Les grandes orgues ont été réalisées par Pierre Schyven de Bruxelles, et furent inaugurées par Alphonse Mailly en 1883. L'orgue de chœur, de style néogothique anglais, de la fin du XIXe siècle, a été réalisé par la fabrique Bevington & Sons.

## Vie paroissiale
L'église du Sacré-Cœur et l'église Saint-Michel font partie de la paroisse Notre-Dame-de-Pentecôte.
L'église est ouverte tous les jours de 7 h 30 à 19 h.

### Culte et temps de prière
- Célébrations des messes :
  - du lundi au samedi matin, à 8 h et à 18 h 30,
  - le week-end, elles ont lieu le samedi soir à 18 h et le dimanche matin à 9 h.
- Chapelet, les deuxième et dernier samedis du mois à 18 h. Les mois de mai et d'octobre, le chapelet est dit tous les jours mais en alternance avec l'église Saint-Michel.
- Adoration du Saint Sacrement :
  - le 1er mardi du mois de 14 h 30 à 18 h 30,
  - le 1er vendredi du mois de 8 h 30 à 18 h 30,
  - les autres vendredis de 19 h à 20 h.

### Structures associées
- La communauté chrétienne entée au Sacré-Cœur dispose d'une équipe d'animation paroissiale (EAP) qui gère la chorale, la préparation au mariage et le catéchisme.
- Une équipe s'occupant du journal paroissial.
- Un comité économique paroissial.
- Une commission immobilière paroissiale.